# Mario Augusto Serrano Solís
Mario Augusto Serrano Solís fue un político peruano. 
Fue elegido diputado por Junín en 1963 por la Alianza Acción Popular-Democracia Cristiana durante el primer gobierno de Fernando Belaúnde. Su mandato se vio interrumpido el 3 de octubre de 1968 a raíz del golpe de Estado que dio inicio al gobierno militar de Juan Velasco Alvarado. Luego del gobierno militar, fue elegido senador en las elecciones de 1980 por el partido Acción Popular. Tentó la reelección sin éxito en 1985.